# Vårdkase

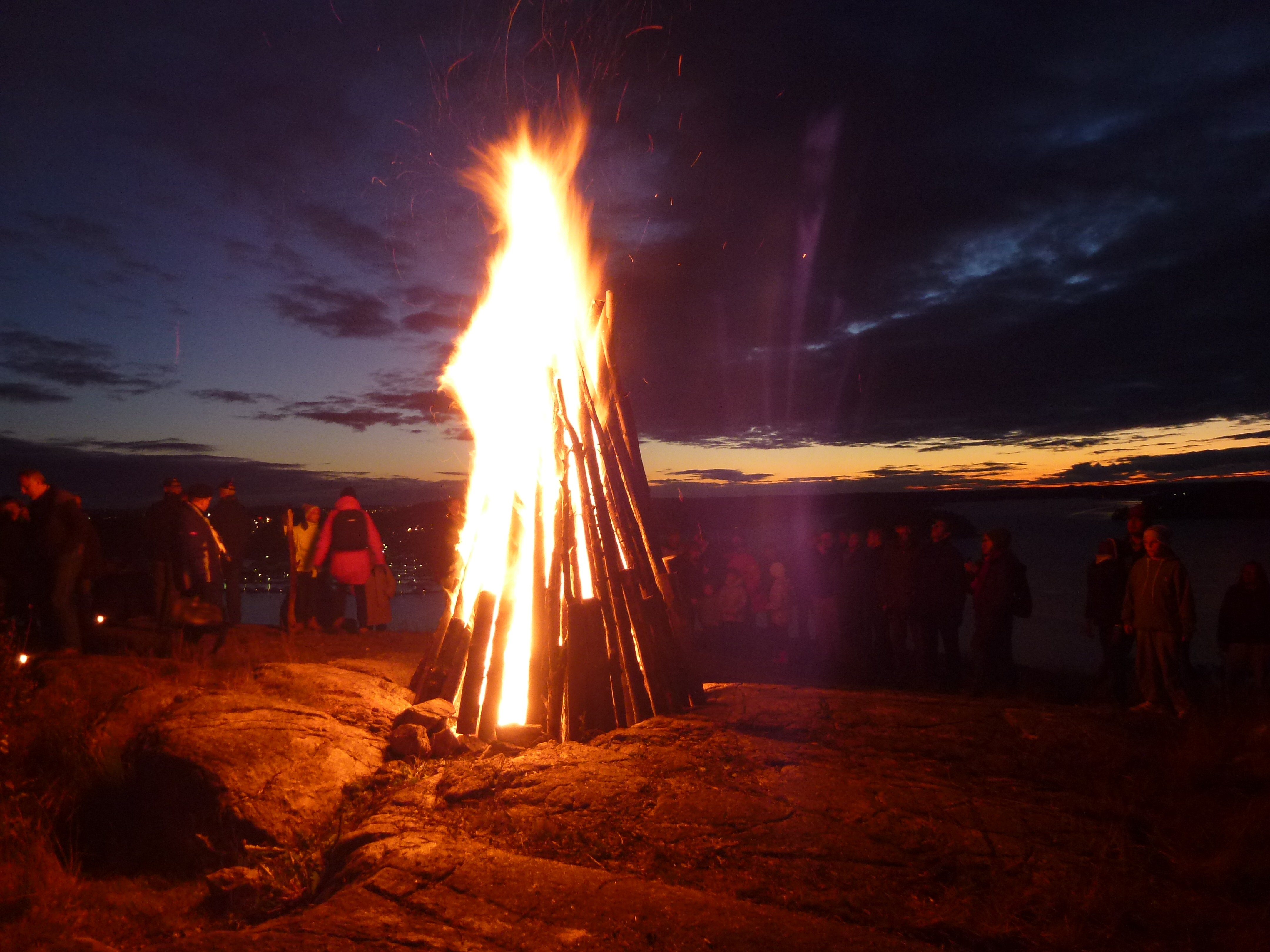
Tänd vårdkase på Korpberget i Huddinge kommun.

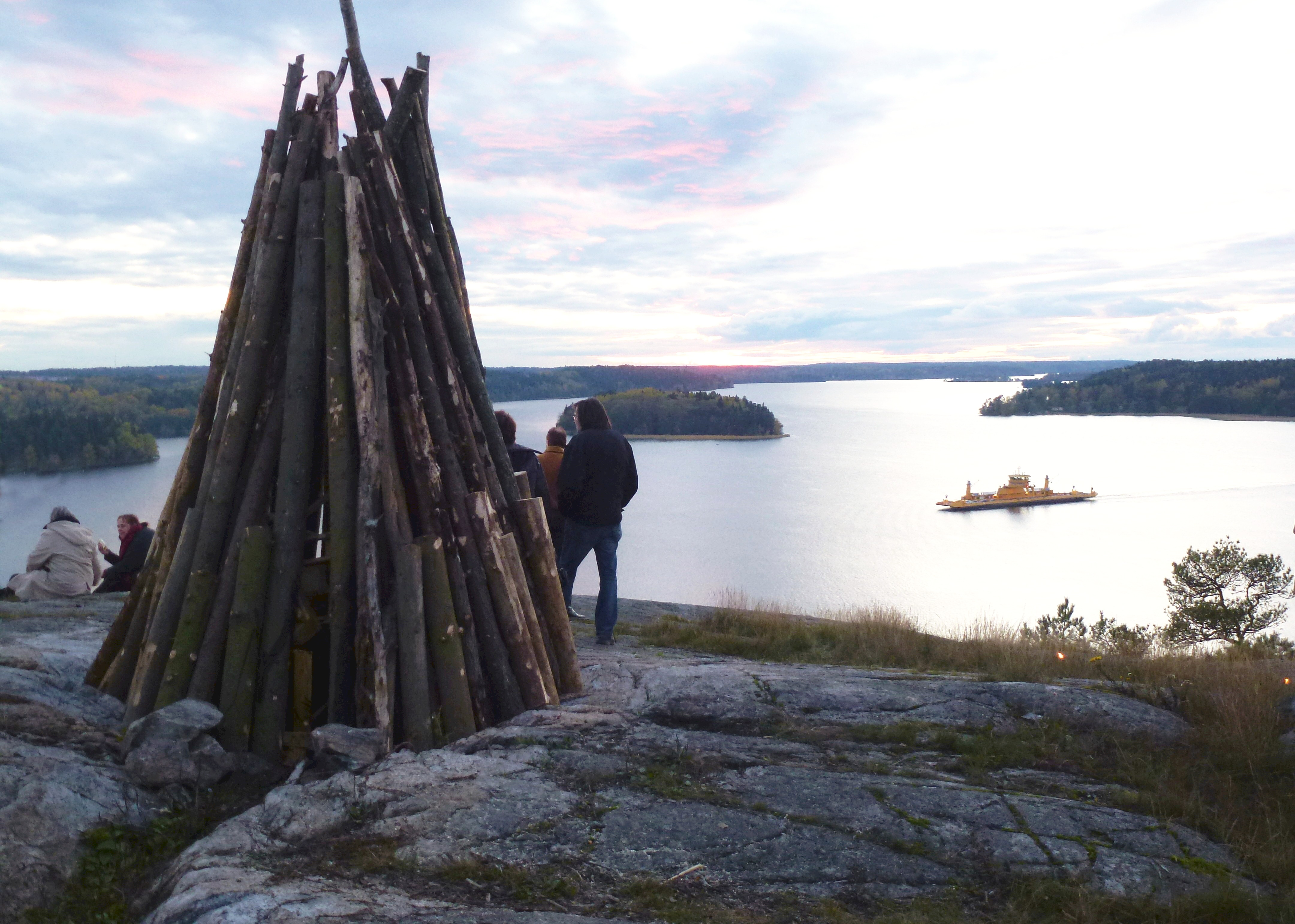
Förberedd vårdkase på Korpberget i Huddinge kommun.

Vårdkase eller vårdkas, i östra Sverige och i Finland böte, är en signaleld. Den ingick förr i ett enkelt optiskt signalsystem och bestod av spiror av ved placerade på en höjd inom synhåll för nästa vårdkase, så att de brinnande kasarna bildade en kedja av signaleldar.

## Historia

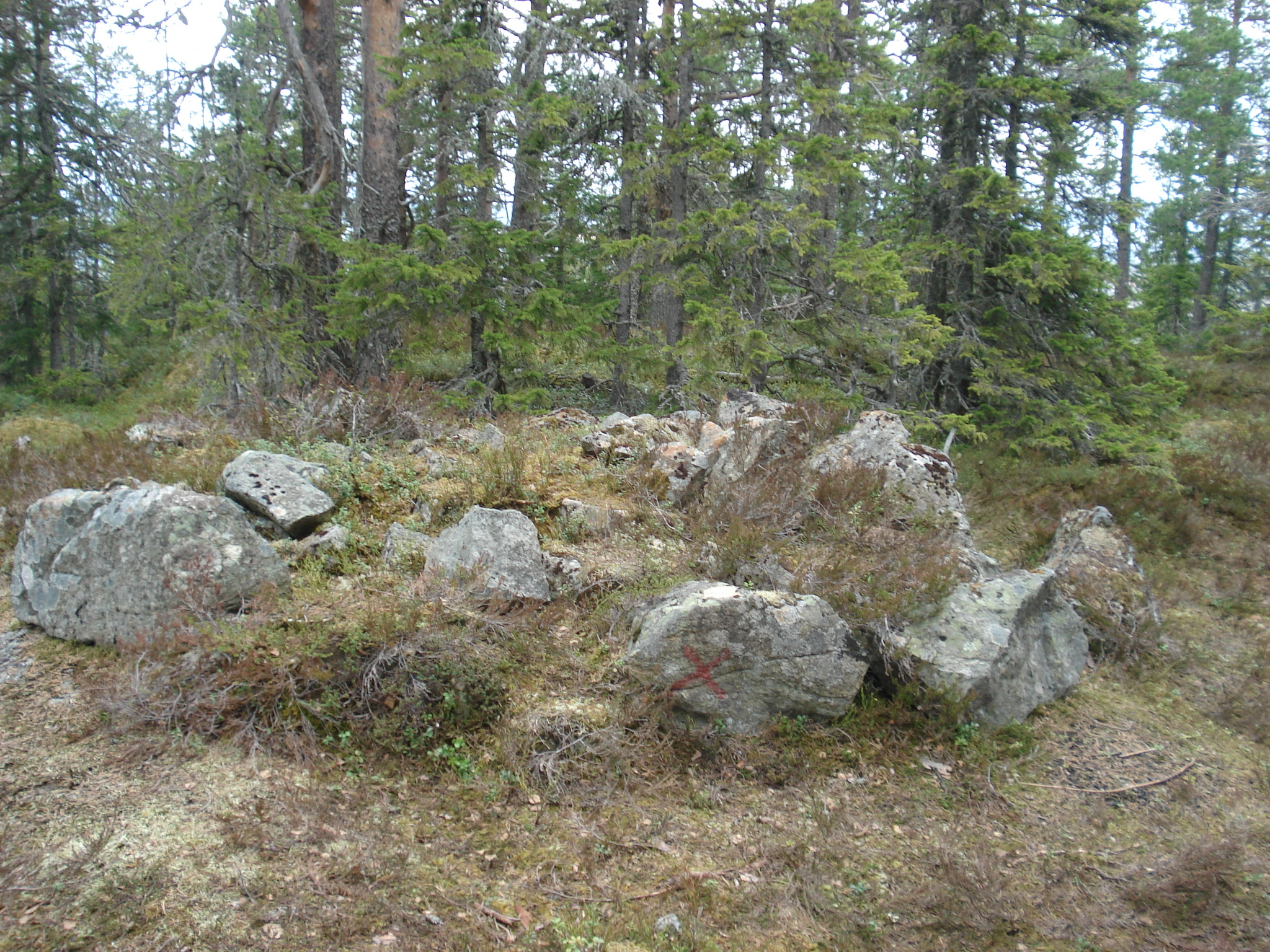
Lämningar efter en vårdkase från vikingatiden i Tiller i Norge.

Vårdkasen antändes för att varna befolkningen men också mobilisera krigsmakten när fientliga styrkor och andra faror antogs hota landet från havs eller från lands. Vårdkasekedjan gick från landsdelarna till centralmakten (i äldre tid till ledungen i Uppland, senare till Stockholm). Särskilt vid inloppen till Stockholm vid Upplands och Södermanlands kuster finns lämningar efter flera vårdkasekedjor, så också på Åland och över mot Finland. Vårdkasar nämns redan i Upplandslagen och Eddan. Underlåtenhet att vårda kasen, att tända den utan anledning eller att inte tända den när det var påkallat, bestraffades med fängelse och böter. Kasarna bemannades vanligen först när krigsfara hotade men var uppbyggda som beredskap för ofärdstid och stod alltid färdiga att användas.
Kasarna bevakades normalt av två man. Vakthållningen kunde skötas av män från byarna i närheten av kasen. Varje person tilldelades då ett nummer och ett antal dygn som Wårdkasawachten skulle utföras. Vårdkasen på Hoverberget i Jämtland bevakades år 1710 av sammanlagt 43 bönder under 267 dygn där varje bonde vaktade kasen i ca 14–15 dygn mot en ersättning av 1 daler silvermynt och 24 öre. 
Sista gången vårdkasesystemet användes i Sverige var 1854 under Krimkriget, när en engelsk flotta kryssade utanför Vinga. Detta tolkades av kasvakten som en möjlig attack på Sverige och vårdkasen tändes. Det tog då 24 timmar för vårdkasekedjan att gå från Vinga genom Götaland och Svealand upp till Stockholm. I första världskrigets inledning, hösten 1914, upprättade Södermanlands landstormstrupper en vårdkasekedja längs farleden och inloppet till Södertälje. Bakgrunden var att de optiska bevakningsplatserna längs farleden saknade telefon, och vårdkasarna skulle då kunna fungera som signaleldar till militärkommandot. Flera av de optiska bevakningsplatserna hade anlagts på gamla vårdkaseberg.

## Konstruktion och funktion
Vårdkasens träspiror ställs i konisk form runt en kraftig tallstam, en träspira eller mittstolpe, och väggarna tätas med smalare träspiror och ibland med bl.a. mossa för att bli snö- och regntäta. Virket ska vara kådrikt till exempel torrfura för att brinna intensivt. Höjden är 10–12 meter och kasens bas är ca 5 meter i diameter. Vårdkasen är tom inuti och har utrymme för bränsle, till exempel tjärtunnor och kådrika stubbar. Kasen har en liten "dörröppning" som skyddas av en vikbar skinnfäll. Den fungerar därför också som regnskydd och övernattningsplats för kasvakten. I toppen är vårdkasen öppen, som en kåta. 
Vårdkasen antänds med olika slags bränsle beroende på om den ska användas på dagen eller natten. Vid fara på natten tänds stora mängder mossa, björknäver, tjära, tjärstubbar och finhuggen ved inuti vårdkasen, och så skjuter lågorna upp och ut genom vårdkasens topp. Genom att man sedan växelvis öppnar och stänger kasens "dörröppning" med den vikbara skinnfällen, och därmed reglerar syretillförseln till elden, uppnås en blinkande effekt med eldkvasten som skjuter ut i kasens topp. På så sätt kan vårdkasen   skiljas från andra nattliga bränder. Om vårdkasen tänds på dagen används istället bränsle som utvecklar tjock vit rök, till exempel granris eller fuktiga material, och även då uppnås en blinkande effekt, fast med rökpuffar. Tändandet av en vårdkase i Huddinge 2012 visar också att den brinnande kasen nattetid bildar en ljusstark eldtriangel, en varningstriangel och tydlig signal om att det är kasen som brinner och inte t.ex. ett hus eller skog.

## Bilder

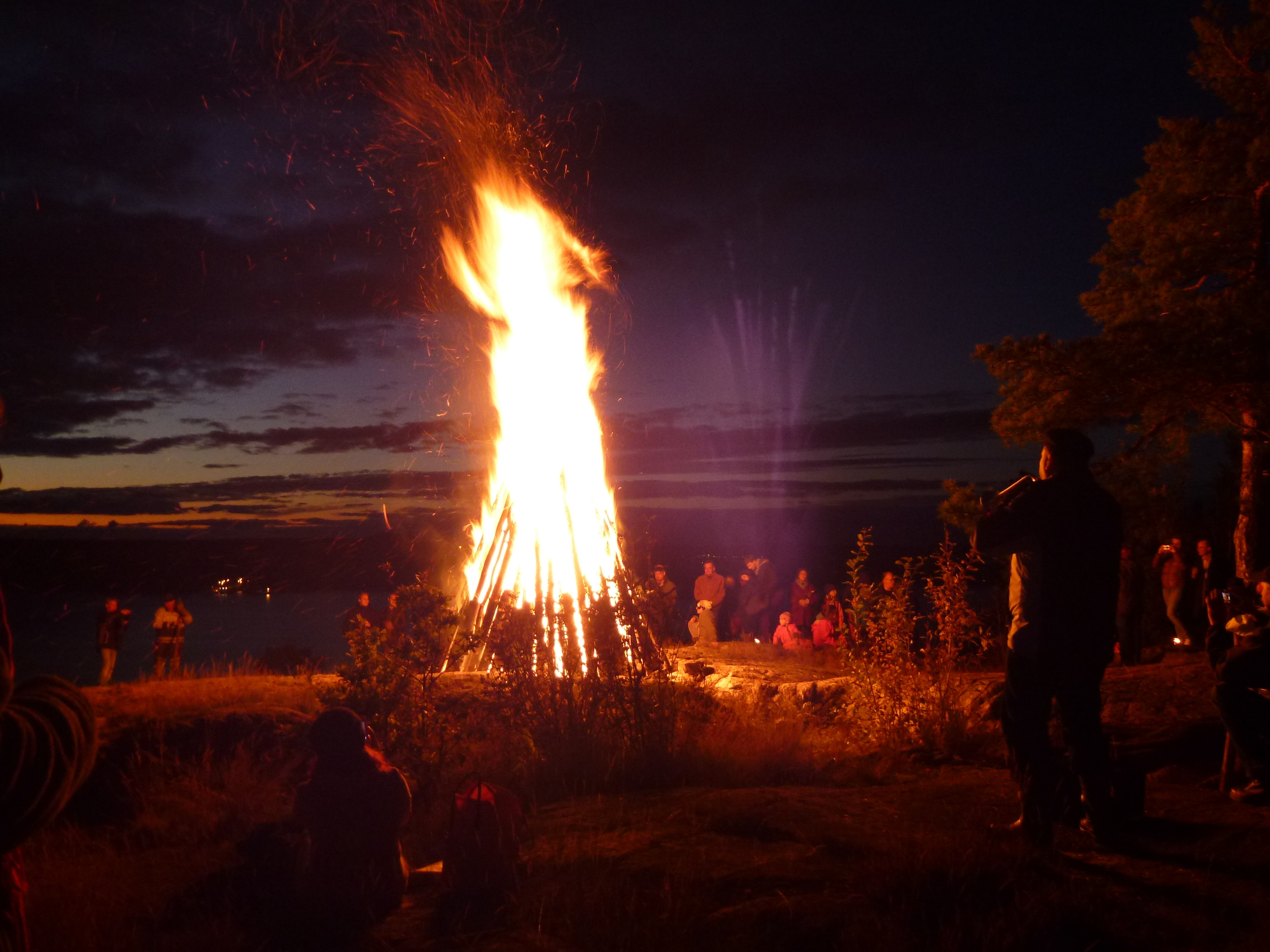
Tänd vårdkase på Korpberget i Huddinge kommun
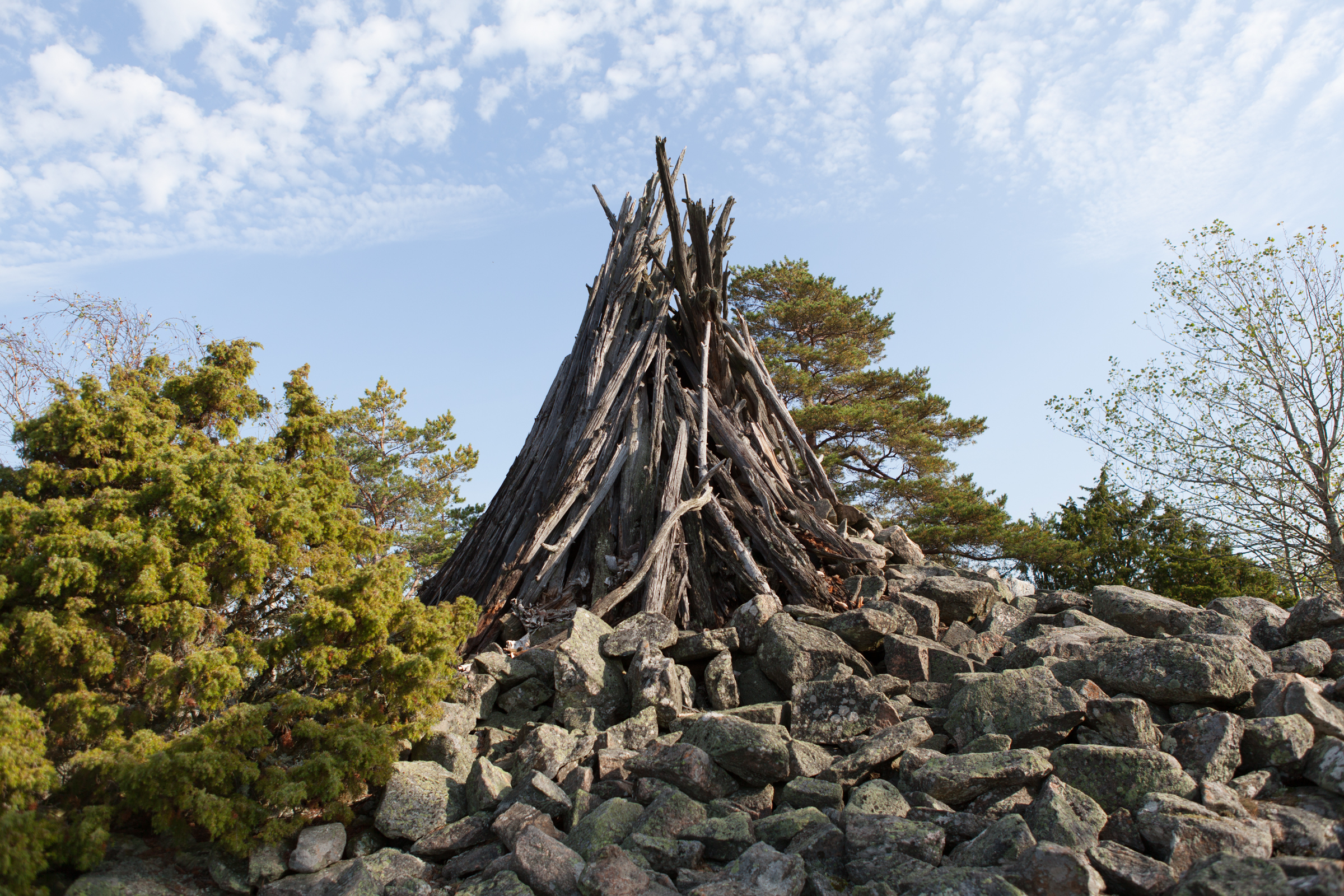
Vårdkase på Vårdberget i Fituna, Nynäshamns kommun
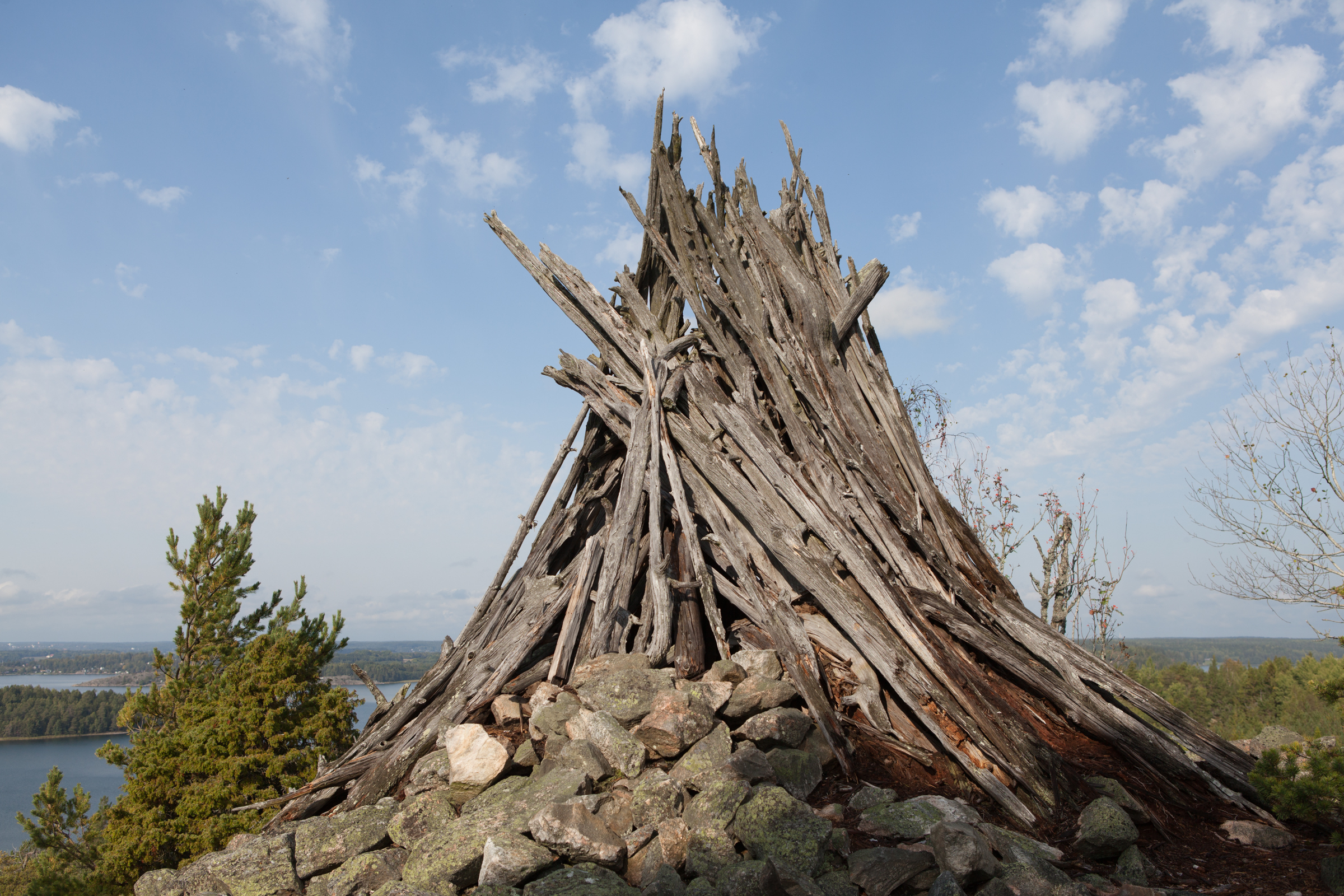
Vårdkase på Vårdberget i Fituna, Nynäshamns kommun

## Ortnamn och kommunvapen
Varberg i Hallands län har fått sitt namn efter det berg där Varbergs fästning är belägen, tidigare ett vårdkasberg eller vardberg. Cirka 7 km norr om staden finns också naturskyddsområdet Gamla Varberg, ett berg som fyllt samma uppgift.
Vaxholm i Stockholms skärgård anlagt på Vaxön av Gustav Vasa har fått namnet efter ordet vak. Platser och orter längs kusten som innehåller ordleden böte, viti, vete, vitul, kas, vak eller vård antyder att platsen haft anknytning till eller varit beläget vid en vårdkase.
På flera kommunvapen finns vårdkasar avbildade, bland annat Huddinge kommunvapen, Bergs kommunvapen, vapnet för Vårdö kommun och Köla landskommuns vapen. Där syns också att eldkvasten kommer ut ur toppen på kasen.

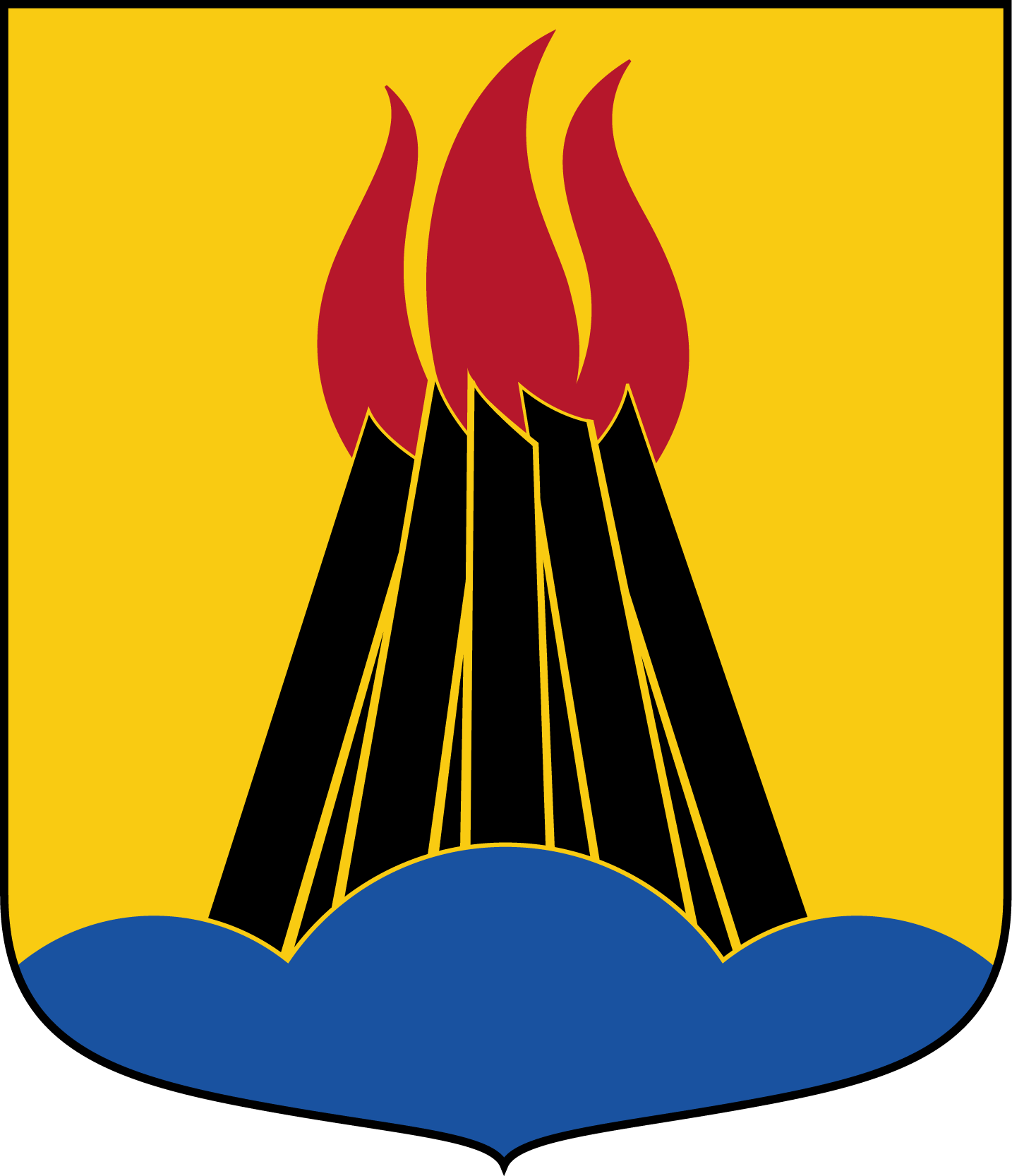
Huddinge kommunvapen
Bergs kommunvapen
Vårdö kommunvapen
Köla landskommunvapen

## Liknande bål
En stor brasa eller eld på påskafton, valborgsmässoafton eller midsommarafton (S:t Hans-eld eller S:t Johannes-eld) är inte en signaleld eller en vårdkase. Det är i stället ett bål som tänds för att skrämma oknytt eller för att fungera som fest- och samlingseld.

## Synonymer
Historiskt finns flera olika begrepp för vårdkase:
- Wiktionary har ett uppslag om bak.
- Wiktionary har ett uppslag om backe.
- Wiktionary har ett uppslag om båk.
- Wiktionary har ett uppslag om båke.
- Wiktionary har ett uppslag om böte.
- Wiktionary har ett uppslag om eldbacke.
- Wiktionary har ett uppslag om fyrbåk.
- Wiktionary har ett uppslag om varde.
- Wiktionary har ett uppslag om vål.
- Wiktionary har ett uppslag om vård.